# Weronika Rupik
Weronika Gabriela Rupik – polska biolog, dr hab. nauk biologicznych, adiunkt Instytutu Biologii, Biotechnologii i Ochrony Środowiska Wydziału Nauk Przyrodniczych Uniwersytetu Śląskiego w Katowicach.

## Życiorys
W 1991 ukończyła studia biologiczne na Uniwersytecie Śląskim w Katowicach, 22 stycznia 1999 obroniła pracę doktorską Badania histologiczne gruczołów nadnerczowych zaskrońca zwyczajnego (Natrix natrix L.) we wczesnych etapach ontogenezy 27 września 2013 habilitowała się na podstawie pracy zatytułowanej Różnicowanie zawiązka gruczołu tarczowego zarodków zaskrońca zwyczajnego Natrix natrix L. (Lepidosauria, Serpentes).
Objęła funkcję adiunkta w Instytucie Biologii, Biotechnologii i Ochrony Środowiska na Wydziale Nauk Przyrodniczych Uniwersytetu Śląskiego w Katowicach.